# 格拉纳达主教座堂

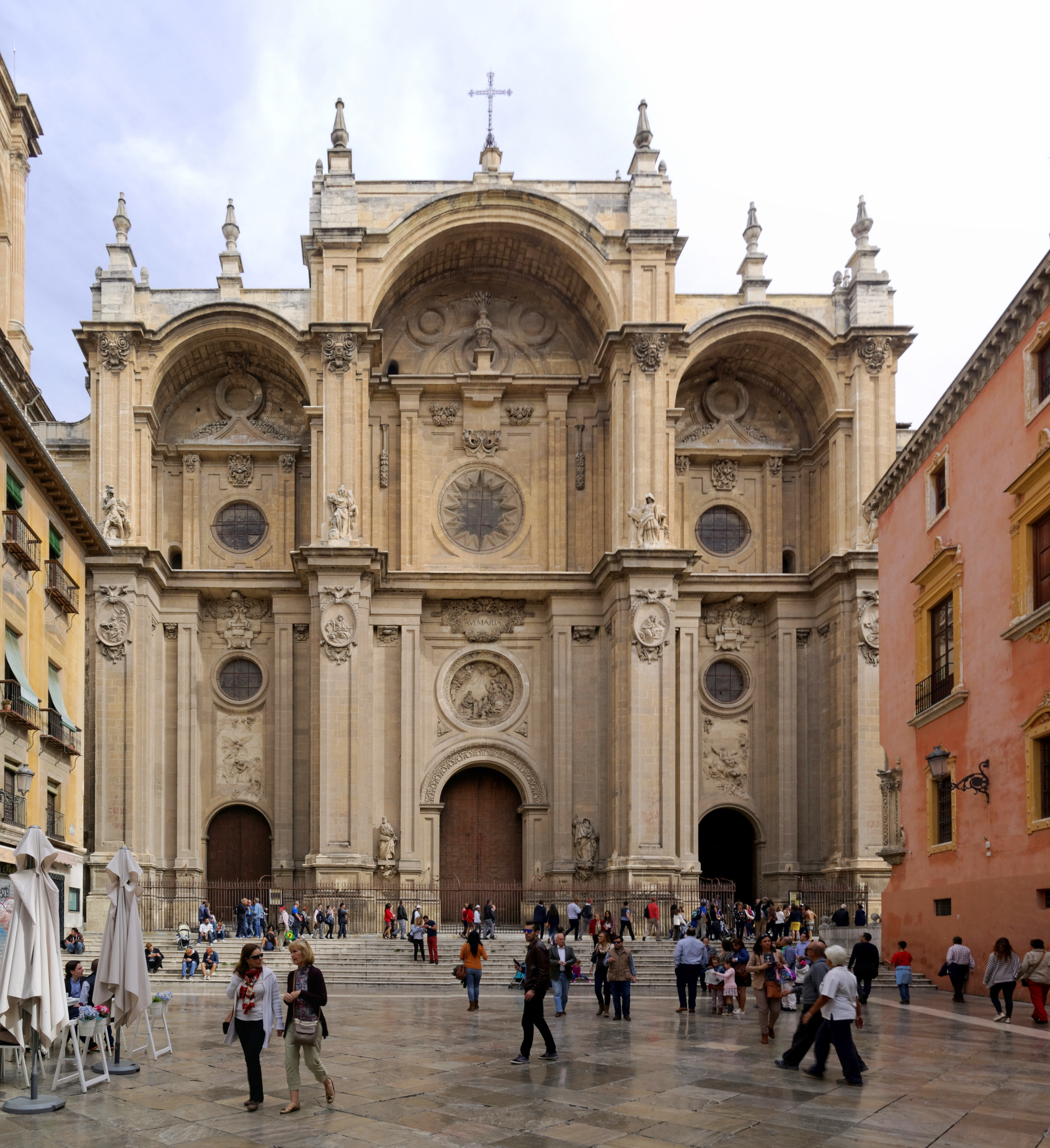

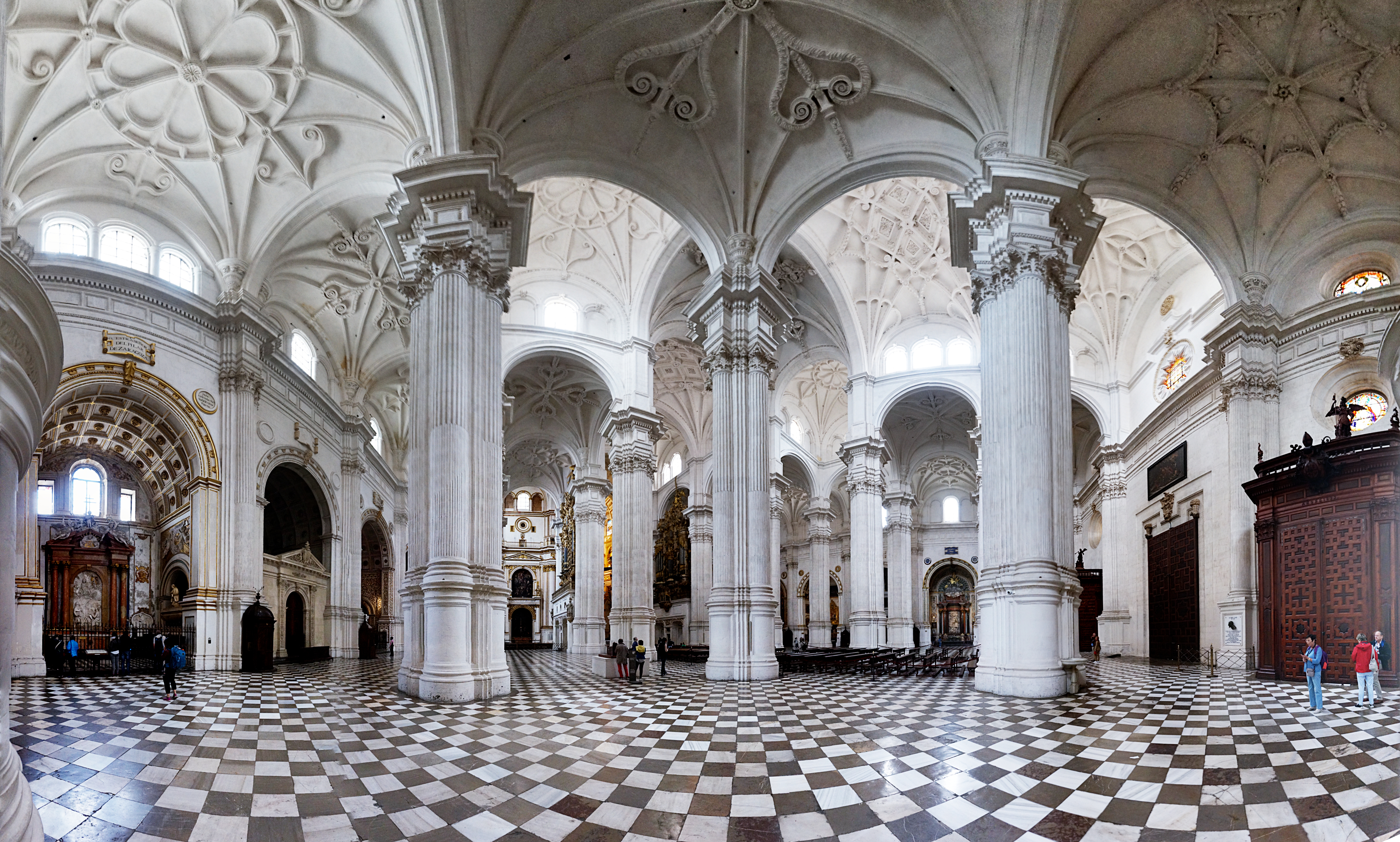
教堂内部

格拉纳达主教座堂（Santa Iglesia Catedral Metropolitana de la Encarnación de Granada）是天主教格拉纳达教区的主教座堂，位于西班牙南部安达卢西亚自治区城市格拉纳达。
該教堂興建於1492年驅逐穆斯林統治者之後，最初设计为哥德式，后来加入文艺复兴和巴洛克元素。原计划高81米的双塔由于各种原因没有建造。